# Cueva de los Verdes
Cueva de los Verdes (spansk for "Verdes grotte", fordi den tidligere var ejet af Verde-familien) er en lavatunnel og turistattraktion på øen Lanzarote i de Kanariske Øer (Spanien). Grotten ligger i Monumento Natural del Malpaís de La Corona, et beskyttet område af de Kanariske Øer.
Grotten blev dannet for omkring 3.000 år siden af lavastrømninger – fra den nærliggende vulkan Monte Corona – på vej over Malpaís de la Corona mod havet. Lavastrømmene afkølede i overfladen, hvormed en solid skorpe blev dannet, før lavaen drænedes og efterlod grotten med den øverste faste skorpe som loft. Omkring 20 steder er grottens loft kollapset, hvilket har dannet en hule, kendt lokalt som jameo. Grotterne strækker sig 6 km over havets overflade og 1,5 km under havet (Tunnel de la Atlantida).
En jameo indgangen til Cueva de los Verdes. To kilometer af grottesystemet blev udviklet til turisme i 1960'erne, hvor grottens vægge blev oplyst af farverigt lys.
Grotten er også kendt for dens koncertsal, som er beliggende nær indgangen (og udgangen) til grotten. Koncertsalen indfatter omkring 15 til 20 rækker med 26 pladser i hver række, hvilket tillader op til 500 mennesker i koncertsalen af gangen.
I tidligere århundreder gemte folk fra hele Lanzarote sig i grotten for at beskytte sig mod priater og slavetogter. 